# Christian Gottlob Gerber
Christian Gottlob Gerber (* 14. Oktober 1686 in Rothschönberg; † 10. April 1764 in Lockwitz) war ein deutscher lutherischer Theologe und Historiker.

## Leben
Geboren als Sohn von Christian Gerber, studierte er an der Universität Leipzig und wechselte an die Universität Wittenberg, wo er sich am 30. April 1708 den akademischen Grad eines Magisters der Philosophie erwarb. 1710 wurde er Substitut seines Vaters in Lockwitz und übernahm nach dessen Tod 1731 sein Amt als Schlosskirchepfarrer, welches er bis zu seinem Lebensende ausfüllte. 
Gerber vollendete die von seinem Vater angefangene Beschreibung der Kirchen-Ceremonien usw. (Dresden und Leipzig 1732). Die letzten 16 Kapitel sind ganz von ihm. Zudem ist er Verfasser einer Ortschronik von Lockwitz. Im Andenken an sein Wirken wurde in Lockwitz die Gerberstraße nach ihm benannt.

## Werke
- Kurzer Unterricht von der Reformation Lutheri. 1717
- Altes und Neues von Lockwitz und Nickern, oder eine kleine Chronik von diesen beyden Oertern. Pirna 1723
- Fünfzig Fragen für Einfältige und Kinder, mit einer historischen Erzählung und kurzen Begriff von der gesammten Heils - Ordnung. 2. vermehrte Auflage 1739 Die erste Ausgabe steht in feines Vaters Historie der Wiedergebornen. (1728)
- Vertheidigung seines Vater wider M. Winter'n, bey Gelegenheit der Frage: Ob die Heiligen für ihre Hinterlassene hier auf Erden insgemein, und insonderheit beten? in der eben erwähnten Historie der Widergebohrnen Th. 6
- Vier Lieder so er aufs Osterfest verfertiget. 1741
- Vorrede zu Genzke'ns Anweisung glückselig zu leben. Hamburg 1718